# 宮本妥子
宮本 妥子（みやもと やすこ）は、静岡県生まれのパーカッション、マリンバ奏者である。滋賀県立石山高等学校音楽科非常勤講師、相愛大学非常勤講師、同志社女子大学嘱託講師、滋賀県文化審議会次世代育成部会委員。パール＆アダムス・モニター・アーティスト。

## 来歴
- 1996年：ドイツ国立フライブルク音楽大学大学院 首席最優秀卒業[1]。
- 1999年：同ソリスト科　首席最優秀卒業[1]。
- 1999年：ドイツ国家演奏家資格（Konzertexamen）取得[1]。

滝厚美、北川皎、上埜考、中谷満、山口恭範、吉原すみれ、ベルンハルト・ヴルフ、ロバート・ヴァン・サイス、宮崎泰二郎の諸氏に師事。

## 受賞歴
- 1995年：ルクセンブルク国際マリンバコンクール・ファイナリスト入賞[1]。
- 1997年：第46回ミュンヘンARD国際音楽コンクール打楽器部門・ファイナリスト[1]。
- 1998年：現代音楽アンサンブルコンクール（ライプツィヒ）1位[1]。
- 1998年：滋賀県文化奨励賞受賞[1]。
- 2001年：平成12年度平和堂財団芸術奨励賞受賞[1]。

## 近年の活動

### 全国各地での演奏
ガラ・コンサート、復興祈念コンサート、ワンコイン・コンサート、サロンコンサート、ランチタイムコンサートなど各地で公演。

### アウトリーチ
- 2004年より財団法人地域創造の公共ホール音楽活性化事業登録アーティスト。
- 2006年より財団法人地域創造の協力アーティスト。

### 育成プロデュース
- 2009年びわこミュージックハーベストアカデミーのコーディネーターとして、しが県民芸術創造館にて打楽器部門アカデミー開催。
- 2010年から新進芸術家育成プログラム「湖鼓から未来へ」プロデューサーとして、滋賀県栗東芸術文化会館さきらにて開催。

### 現代音楽
- 2010年より現代音楽集団「クラムジカ」主催のコンサートに数々出演。
- 2012年日本現代音楽協会80周年記念事業、宮本妥子パーカッション・リサイタル「閾-しきいを超えて」では、宮本のために作曲された6曲の作品が世界初演。

### 創造型こども音楽プログラム
- 2012年よりラ・フォル・ジュルネびわ湖、ルシオール・アートキッズフェスティバルにて「創造型こども音楽プログラム」の音楽プロデュース。

### 室内楽
- 2008年京都府民ホール アルティの音楽部門アーティストとして「アルティ合奏団」に加わる。
- 中谷満と打楽器アンサンブル「シュレーゲル」メンバー。

## ディスコグラフィー
- 2008年：マリンバ・ソロアルバム「Dear」
- 2010年：マリンバ・打楽器デュオと語りによる音楽物語「空想～千夜一夜」